# フィリペ・ニュシ
フィリペ・ジャシント・ニュシ（Filipe Jacinto Nyusi（Nyussiとも）, 1959年2月9日 - ）は、モザンビークの政治家。2015年から2025年まで、同国第4代大統領を務めた。フィリッペ・ニュシとも表記される。2014年の大統領選で与党モザンビーク解放戦線（FRELIMO）の候補となり、当選。2008年から2014年まで防衛大臣を務めた。

## 生い立ち
カボ・デルガード州ムウェダ地区のナマウで生まれる。彼の両親はどちらもモザンビーク解放運動の古参兵であった。モザンビーク独立戦争が始まると、彼はルブマ川からタンザニアへ渡り、トゥンドゥルのFRELIMOの小学校で教育を受ける。中学校はカボ・デルガード州のMaririにあるFRELIMOの学校とベイラのサモラ・マシェル中学校に通った。
1973年、14歳の時、FRELIMOに加入し、タンザニアのナチングウィアで政治学と軍事訓練を受ける。
1990年、チェコスロバキアのブルノ技術大学で機械工学の学位を修得。また彼は、イングランドのマンチェスターのヴィクトリア大学の大学院で経営学を学んでいる。
アルマンド・ゲブーザ内閣入りする前、ニュシは国営のMozambique Ports and Railways（CFM）に就職。1995年、彼はCFM-Norte（CFMの北部を管轄する会社）の業務執行取締役に就任し、2007年の会社の取締役会に参加している。
1993年から2002年まで、ニュシはClube Ferroviário de Nampula（ナンプラをホームタウンとするモザンビークのサッカー最上位リーグのチーム）の会長を歴任。また彼はモザンビーク教育大学のナンプラキャンパスの講師や、アフリカリーダーシップイニシアティブのフェロー、民族解放闘争の戦闘員の全国委員会（ポルトガル語: Comité Nacional dos Combatentes da Luta de Libertação Nacional)のメンバーを務める。またインド、南アフリカ、スワジランド、アメリカで更なる経営学の勉強もしている。

## 政治家として
ニュシは2008年3月27日に防衛大臣に就任。彼の就任はマプトの武器庫で起きた爆発で100人以上が亡くなった事故からちょうど1年が経った頃だった。彼の前任者は事故の対応の遅れを指摘され、解任となっていた。
2012年、ニュシは与党FRELIMOの第10回大会で中央委員会に選出される。

### 大統領として
2014年3月1日、FRELIMO中央委員会はニュシを2014年の大統領選候補に選出した。1回目の投票でニュシは46％の投票で元首相のルイサ・ディオゴを上回るものの、過半数には達せず、2回目の投票で68％の得票を獲得、ディオゴの31％を上回り、大統領候補に選出となった。ニュシは他の候補に比べ知名度での課題は残すものの、ディオゴが党内で大統領のゲブーサに批判的なのに対し、ゲブーサに政治思想的に近く、彼が任期を終えて退任した後も影響力を残せるとみなされていた。同年10月15日、大統領選挙で57%の得票を獲得し当選。就任式は2015年1月15日に行われ、5ヶ国の国家元首がセレモニーに参加した。
2017年3月15日、日本を訪問し、安倍晋三総理大臣と首脳会談などを行った。
2019年10月15日の大統領選挙では得票率73.0％で再選され、当時に行われた議会総選挙もFRELIMOが184議席で過半数を獲得したが、野党は選挙に不正があったと主張した。
2020年1月9日にカルロス・アゴスティーニョ・ド・ロザーリオ首相、5人の大臣、2人の州知事、政府顧問1人の合計9人を解任した。彼らの大半は前年の共和国議会総選挙で当選し、議員就任を13日に控えていたが、モザンビーク憲法では議員が公職を兼ねることを禁じていることが解任の理由と推測された。しかし結局は1月17日にロザーリオを首相に再任した。2025年1月15日に後任のダニエル・チャポが就任し、2期10年の任期を終えた。

## 人物
ニュシはマコンデ族のコミュニティのメンバーである。彼は既婚で、イザウラ夫人との間に4人の子供がいる。